# 310e régiment d'artillerie coloniale
Pour les articles homonymes, voir 310e régiment.
Le 310e régiment d'artillerie coloniale est une unité de l'Armée de terre française, équipée de canons de 75 portés sur camions. Le 310e régiment d'artillerie coloniale portée (RACP) est créé en 1923 et dissout une première fois en 1929. Recréé en 1939 au début de la Seconde Guerre mondiale, il combat pendant la bataille de France à l'issue de laquelle il est dissout.

## Historique
Le 1er janvier 1924, le 3e régiment d'artillerie coloniale devient le 310e régiment d'artillerie coloniale portée par changement de nom. Le nouveau régiment est rattaché au gouvernement militaire de Paris et est caserné à Rueil. Le 310e devient le 1er mai 1929 le 10e régiment d'artillerie coloniale portée.
Il est recréé à la mobilisation de 1939 à Rueil, à partir du 10e RAC. Commandé par le colonel Schnebelin, il est formé des IVe, Ve et VIe groupes.
Le 10 mai 1940, le 310e RACP est dans la région de Sarreguemines, en soutien de la 4e armée. Le 19 mai, il quitte la Lorraine pour venir à Buzancy (Ardennes) soutenir la 2e armée. Il appuie intensivement la 6e division d'infanterie coloniale, puis la 6e division d'infanterie, jusqu'au 7 juin. Le régiment part ensuite vers l'Aisne où il appuie la 14e et le 2e divisions d'infanterie. Engagé le 10 juin 1940 au sud de Rethel, le Ve groupe agit avec succès contre les chars allemands, en en détruisant plusieurs. Le IVe groupe fait de même le lendemain, en immobilisant 26 chars dont 7 prennent feu ou explosent.
Le 11 juin, le Ve groupe est envoyé soutenir la 82e division d'infanterie d'Afrique au sud d'Épernay, où il est capturé le 14 après la destruction de ses 16e et 18e batteries. Le reste du régiment soutient la 53e division légère d'infanterie puis se regroupe à Sommesous le 14. Avec 12 pièces restantes, le 310e RACP forme un groupement au profit du 42e régiment d'artillerie de la 3e division d'infanterie motorisée. Le 18 juin, le 310e RACP est amalgamé avec les 311e, 317e et 367e RAP au camp de La Courtine. Il se trouve dans l'Aveyron au moment de l'Armistice du 22 juin 1940.

## Personnalités ayant servi au310eRACP
- Albert Desile, historien local et résistant français, mobilisé en 1939[6]